# 张海迪
张海迪（1955年9月16日—），女，籍贯山东文登，生于济南，中国残疾人作家、哲学硕士，约克大学荣誉博士。曾任中国残疾人联合会主席，现任全国政协常委、国务院残工委副主任、康复国际主席、中国作家协会委员及山东省作家协会副主席。

## 生平
1960年，张海迪五岁时因患脊髓血管瘤导致高位截瘫，未能上学。1970年随父母下放至山东聊城莘县，自学完成了小学、中学和大学的学习，并学习针灸，在当地行医。
1982年，张海迪同上海知青王佐良结婚。同年12月，加入中国共产党。1983年，《中国青年报》发表关于张海迪的报告文学《是颗流星，就要把光留给人间》，获得广泛反响。之后，中国共产党决定将张海迪树立为宣传偶像。张海迪得到了两个赞誉：一个是“八十年代新雷锋”，一个是“当代保尔”。3月7日，中国共青团专门为其召开表彰大会，5月，中共中央发出《向张海迪同志学习的决定》，邓小平、叶剑英、李先念等领导人为其题词。
1993年，张海迪从吉林大学毕业，获得哲学硕士学位。1999年，提交了《关于残疾人驾驶机动车辆的提案》。2000年，提交了《关于残疾人驾驶汽车的提案》。2001年，提交了《关于允许有能力的残疾人驾驶汽车的提案》。2007年，国家标准化委员会发布了《肢体残疾人驾驶汽车操纵辅助装置》国家标准，于2008年3月1日实施。
張海迪歷任中國殘聯第一、二、三屆主席團委員、第三屆肢殘人協會主席、第九、十屆全國政協委員、第十一屆全國政協常委、中國殘聯第四屆主席團副主席、中國肢殘人協會主席、山東省作家協會副主席、山東省青聯副主席及省殘聯主席團副主席。2008年11月當選中國殘聯第五屆主席團主席。2013年起，任国务院残疾人工作委员会副主任。
2010年4月1日新《机动车驾驶证申领和使用规定》正式实施，允许五类残疾人申领机动车驾驶证。7月15日下午，在丰顺驾校举行了北京市首批残疾人C5驾照颁发典礼，张海迪向残疾人代表齐凯利颁发C5驾照。而在有关張海迪的电影《我的少女时代》中，可以看到她驾驶汽车的样子。近年来，社会上多次拍到张海迪在各种场合翘二郎腿的照片；虽然张海迪声称这种姿势能够缓解其脊柱压力，社会对其是否真的残疾普遍表示严重怀疑，且这种说法在现代医学中也不存在充分支持。
2013年3月23日，张海迪因其在文学创作领域的杰出成就和为推动中国残疾人事业进步所作贡献，被英国约克大学授予荣誉博士学位。2013年12月27日，张海迪当选第五届中国残奥委员会主席。2014年10月，当选为非政府组织康复国际主席，并于2016年就任。2018年12月，再次当选康复国际主席。
2018年1月，当选第十三届全国政协委员。
2023年9月，卸任中国残疾人联合会主席一职。
2024年12月，获聘担任康复大学名誉校长。

## 作品
- 《轮椅上的梦》
- 《绝顶》
- 《天長地久》
- 《生命的追問》
- 《我的德国笔记》